# Gocza Ciciaszwili
Gocza Ciciaszwili (ur. 7 listopada 1973) – izraelski zapaśnik walczący w stylu klasycznym. Trzykrotny olimpijczyk. Piąty Atlancie 1996; szósty w Sydney 2000 i czternasty w Atenach 2004. Walczył w kategorii 82–85 kg.
Ośmiokrotny uczestnik mistrzostw świata. Złoty medalista w 2003; srebrny w 1995 i czwarty w 1998. Zdobył trzy medale na mistrzostwach Europy; srebrny w 1994 roku.

## Turniej wAtlancie 1996
| Konkurencja             | Walki                | Walki                    | Walki                      | Walki         | Walki                 | Walki                  | Klas. końcowa |
| Konkurencja             | Przeciwnik I         | Przeciwnik II            | Przeciwnik III             | Przeciwnik IV | Przeciwnik V          | Przeciwnik VI          | Miejsce       |
| ----------------------- | -------------------- | ------------------------ | -------------------------- | ------------- | --------------------- | ---------------------- | ------------- |
| styl klasyczny do 82 kg | Tuomo Karila (FIN) W | Park Myeong-seok (KOR) W | Däulet Turłychanow (KAZ) L | walkower W    | Thomas Zander (GER) L | Martin Lidberg (SWE) W | 5.            |

## Turniej wSydney 2000
| Konkurencja             | Walki                   | Walki              | Walki               | Klas. końcowa |
| Konkurencja             | Przeciwnik I            | Przeciwnik II      | Przeciwnik III      | Miejsce       |
| ----------------------- | ----------------------- | ------------------ | ------------------- | ------------- |
| styl klasyczny do 85 kg | Umar Basz Hanba (TUN) W | Yuriy Vitt (UZB) W | Fritz Aanes (NOR) L | 6.            |

## Turniej wAtenach 2004
| Konkurencja             | Walki                    | Walki                   | Klas. końcowa |
| Konkurencja             | Przeciwnik I             | Przeciwnik II           | Miejsce       |
| ----------------------- | ------------------------ | ----------------------- | ------------- |
| styl klasyczny do 84 kg | Mélonin Noumonvi (FRA) W | Aleksiej Miszyn (RUS) L | 14.           |